# Canaries (kvarter)
Canaries är ett distrikt, betecknat som kvarter, på Saint Lucia i Västindien. Det utgörs av den tidigare södra delen av kvarteret Anse-la-Raye, som därmed reducerats i storlek.